# Asbjørn Kragh Andersen
Asbjørn Kragh Andersen (9 de abril de 1992) es un ciclista danés que fue profesional desde 2012 hasta 2022. Es hermano del también ciclista profesional Søren.

## Palmarés
2013
- 1 etapa de la Carrera de la Paz sub-23
- Tour de Fyen

2014
- 1 etapa de la Szlakiem Grodów Piastowskich

2015
- 1 etapa del Tour de Loir-et-Cher
- Ringerike G. P.
- 1 etapa de la Flèche du Sud
- 1 etapa de la París-Arrás Tour

2016
- 1 etapa del Tour de los Fiordos

2018
- Tour de Loir-et-Cher[2]